# Научноистраживачке и истраживачкоразвојне организације у Републици Српској
Научноистраживачке и истраживачкоразвојне организације у Републици Српској које се баве радом у у смислу Закона о научноистраживачкој делатности и технолошком развоју Републике Српске  су: Академији наука и умјетности Републике Српске, високошколске установе, научно-истраживачки  и истраживачко-развојни институти  и центри, привредне организације (пословни сектор) које у свом саставу имају научно-истраживачке центре  и научна удружења.

## Предуслови
Повезаност друштвеног развоја и знања у Републици Српској  нарочито је уочљива у прве две деценије 21. века тако да се њена успешна будућност  данас везује за изградњу  друштва знања, односно, друштва које карактерише феномен културе знања (образованост, иновативност и сарадња) и економије знања (производња новог знања и компетенција на глобалном тржишту знања). 
Наука, као подручје у којем се ствара ново знање, јест основни покретач развоја Републике Српске и свих дјелатности која омогућују задовољавање великог броја друштвених потреба, посебно оних у подручју образовања, привреде и општег квалитета живота.
Знање и пратећа технолошка решења данас су фундаментални ресурс на којем се заснива напредак Републике Српске, а раст њеног БДП-а у великој мери зависи од успешности рада истраживача који стварају, примењују и преносе ново знање на будуће генерације. 

## Научноистраживачке установе

### Академија наука и умјетности Републике Српске
Академија наука и умјетности Републике Српске, са седиштем у Бања Луци, (АНУРС) основана је 1996. године као највиша научна, уметничка, радна и репрезентативна установа у Републици Српској са задатком да развија и подстиче науку и унапређује уметничку делатност.
Задаци и циљеви
Задатке и циљеве Академије данас остварује 42 члана Академика (редовних, дописних и иностраних чланови), распоређени у четири одељења:
- Одељење друштвених наука,
- Одељење за књижевност и умјетност,
- Одељење природно-математичких и техничких наука и
- Одељење медицинских наука.

Институти
Поред одељење, научноистраживачки рад у Академији се одвија и у оквиру три института:
- Институт за историју АНУРС,
- Институт за српски језик и књижевност АНУРС,
- Институт природних и математичких наука АНУРС.

Значајна активност у Академији се, одвија путем десетак одбора из разних научних области.  
Основна делатност
Основне делатности АНУРС-а су:
- рад на реализацији научноистраживачких пројеката,
- одржавање научно-стручних скупова,
- учешће у процесу дефинисања политике развоја науке и уметности у Републици Српској,
- издавачка делатност
- међународна академска сарадња.

У Академији њени чланови и запослени раде на реализацији различитих тематских пројекта, од којих је свакако најзначајнији „Енциклопедија Републике Српске“.

## Научноистраживачки и истраживачкоразвојни институти
У Регистру који се води у Министарству науке и технологије, уписано је 25 научноистраживачких и истраживачкоразвојних института (акроним НИ и ИР институти), и то:

### Јавни научноистраживачка научноразвојни институти (два института)
- Пољопривредни институт Републике Српске, Бања Лука, чије је оснивач 1947 године било Предсједништво Владе Народне Републике Босне и Херцегови е, чији је правни следбеник Влада Републике Српске. Ужа делатност рада Института је истраживање и експериментални рад у области пољопривредних наука.
- Институт заштите, екологије и информатике, Бања Лука, чији је оснивач 2001. године Влада Републике Српске. Ужа делатнос института је научна и стручна истраживање у природним и мултидисциплинарним наукама.

### Научноистраживачка научноразвојниинститути у саставу јавних универзитета/факултета
На јавном Универзитету у Бањој Луци постоји 10 института (9 на факултетима и један на нивоу универзитета) и то 6 из области пољопривредних наука, два из области инжењерства и технологије, један из природних наука и један из друштвених наука. 
На јавном Универзитету у Источном Сарајеву постоји један научноистраживачки институт из области инжењерства и технологије.

#### Универзитет у Бањој Луци
- Институт за сточарство Пољопривредног факултета у Бањој Луци, чији је оснивач Пољопривредни факултет. Истраживачко-развојни институт Ужа делатност института је:  истраживање развој у области пољопривредних наука - сточарство.

- Институт за агроекологију и земљиште Пољопривредног факултета у Бањој Луци, чији је оснивач Пољопривредни факултет. Истраживачко-развојни институт Ужа делатност института је: истраживање у области пољопривредних наука - агроекологија.

- Институт за воћарство, виноградарство и хортикултуру Пољопривредног факултета у Бањој Луци, чији је оснивач Пољопривредни факултет. Истраживачко-развојни институт. Ужа делатност института је: истраживање у области пољопривредних наука - воћарство, виноградарство и хортикултура.

- Институт за ратарство и повртарство, Бања Лука, чији је оснивач Пољопривредни факултет. Истраживачко-развојни институт Ужа делатност института је:  истраживање у области пољопривредних наука - ратарство и повртарство.

- Институт за економику пољопривреде, Бања Лука, чији је оснивач Пољопривредни факултет. Истраживачко-развојни институт Ужа делатност института је:  истраживање у области пољопривредних наука – економика пољопривреде.

- Институт природних и математичких наука, Бања Лука, чији је оснивач: Природно-математички факултет у Бањој Луци. Научноистраживачки институт. Ужа делатност института је:  истраживање у области природних наука - математика.

- Институт економских наука Економског факултета у Бањој Луци, оснивач: Економски факултет. Научноистраживачки институт Ужа делатност института је:  истраживање у области друштвених наука - економија.

- Истраживачко-развојни институт за информационо-комуникационе технологије, Бања Лука, чији је оснивач Електротехнички факултет. Ужа делатност института је: истраживање у области инжењерства и технологије – информационе и комуникационе технологије.

- Истраживачко-развојни институт за електротехнику, Бања Лука, чијни је оснивач Електротехнички факултет. Ужа делатност института је:  истраживање у области инжењерства и технологије - електротехника

- Институт за генетичке ресурсе, Бања Лука, Универзитетски град, чији је оснивач  Универзитет у Бањој Луци Научноистраживачки институт. Ужа делатност института је:  истраживање у области пољопривредних наука - биљни генетички ресурси

#### Универзитет у Источном Сарајеву
- Истраживачко-развојни институт Технолошког факултета у Зворнику,  Зворник чије је оснивач: Технолошки факултет. Ужа делатност института је:  истраживање - процесна индустрија

### Научно-истраживачко-развојних института у приватном власништву(привредна друштва)
Мећу овом институима којих има укупно пет, три су из области инжењерства и технологије, један из области мултидисциплинарних наука и један из области друштвених наука:
- Економски институт, а.д. Бања Лука, је научноистраживачки институт,чија је ужа делатност: истраживање у области друштвених наука - економски и социјални развој.
- Институт за грађевинарство ИГ, Бања Лука, чији је оснивач ДОО Интеграл – Инжењеринг.  Његова  ужа делатност јеистраживање у области инжењерства и технологије - грађевинарство, енергетика, рударство и екологија.
- Институт за примењену геологију и водоинжењеринг ИПИН, Бијељина, чији је оснивач: ДОО ИПИН, Бијељина. Ужа делатност ин ститута је истраживање у области инжењерства и технологије - примењена геологија, хидрогеологија, инжењерска геологија, геофизика, истраживање лежишта и водоинжењеринг.
- УНИС Институт за екологију, заштиту на раду и заштиту од пожара, Источно Сарајево, чији је оснивач: ДОО Унис 2006. године. Ужа делатност института је истраживање у  ултидисциплинарним наукама - хемија, рударство и екологија.
- Технички институт  д.о.о. Бијељина, чија је ужа делатност: истраживање у области инжењерства и технологије - геологије и рударства, грађевински материјал и заштите животне средине.

### Виртуелни институтиз области природних наука. (1 институт)
- International mathematical VIRTUAL institute – Уговорни институт Научног друштва математичара и Електротехничког факултета у Бањој Луци, чија је ужа делатност: истраживање у области природних наука - математика и математичко образовање.